# フランシス・スコット・キー橋崩落事故
フランシス・スコット・キー橋崩落事故（英語: Francis Scott Key Bridge collapse）は、2024年3月26日、アメリカ合衆国メリーランド州のボルチモアに位置するフランシス・スコット・キー橋にコンテナ船が衝突し、橋が崩落した事故である。

## 事故概要
シンガポール船籍のコンテナ船「MV Dali」（以下『ダリ』）はスリランカのコロンボに向けて、東部夏時間0時44分にボルチモア港の埠頭を離岸した。その直後、メリーランド州運輸局に対して「推進力を喪失したことにより制御不能になった」旨を報告し、フランシス・スコット・キー橋に衝突する可能性を伝えた。
乗員は衝突の直前にメーデーを発した。ダリは緊急時の手順に従い錨を下ろしたが、1時27分、時速8ノット（時速15キロメートル）で金属製のトラスが存在する橋の南西側にある支柱へ衝突した。
衝突後すぐに橋の崩落が始まったが、上述の通報を受けて橋上道路を通行止めにしていたため一般車両の被害はゼロに留められた。しかしながら橋上で作業をしていた作業車両、作業員が巻き込まれている。

### 構造に対する影響

衝突地点
崩落した部分 崩落した部分には金属の上部構造のある3スパンと、それに連なる3スパンが含まれている。

それぞれの部分における崩落には数秒かかり、衝突から30秒以内には中央のスパン全体が川へと落下した。

## 死傷者
崩壊時に橋にいた建設作業員8人が巻き込まれて海に転落したが、その日のうちに2人が救出され、1人は重体、1人は無傷だった。米沿岸警備隊は行方不明となった残りの建設作業員6人について死亡したと推定し救助活動を中断するとしていたが、27日にピックアップトラックの車内に閉じ込められていた2人が遺体で発見された。死亡した6人はいずれも中南米からの移民で、ホンデュラス、エルサルバドル、メキシコ、グアテマラの出身だった。
衝突した船舶であるダリを運航するシナジーマリングループは、乗務員の負傷者は存在しないとし、また汚染は発生していないとした。

## 調査
国家運輸安全委員会は事故現場へ調査チームを派遣したことを発表し、27日に貨物船からブラックボックスを回収した。連邦捜査局も現場へと出動したが、テロの疑いは存在しないとしている。

## ギャラリー

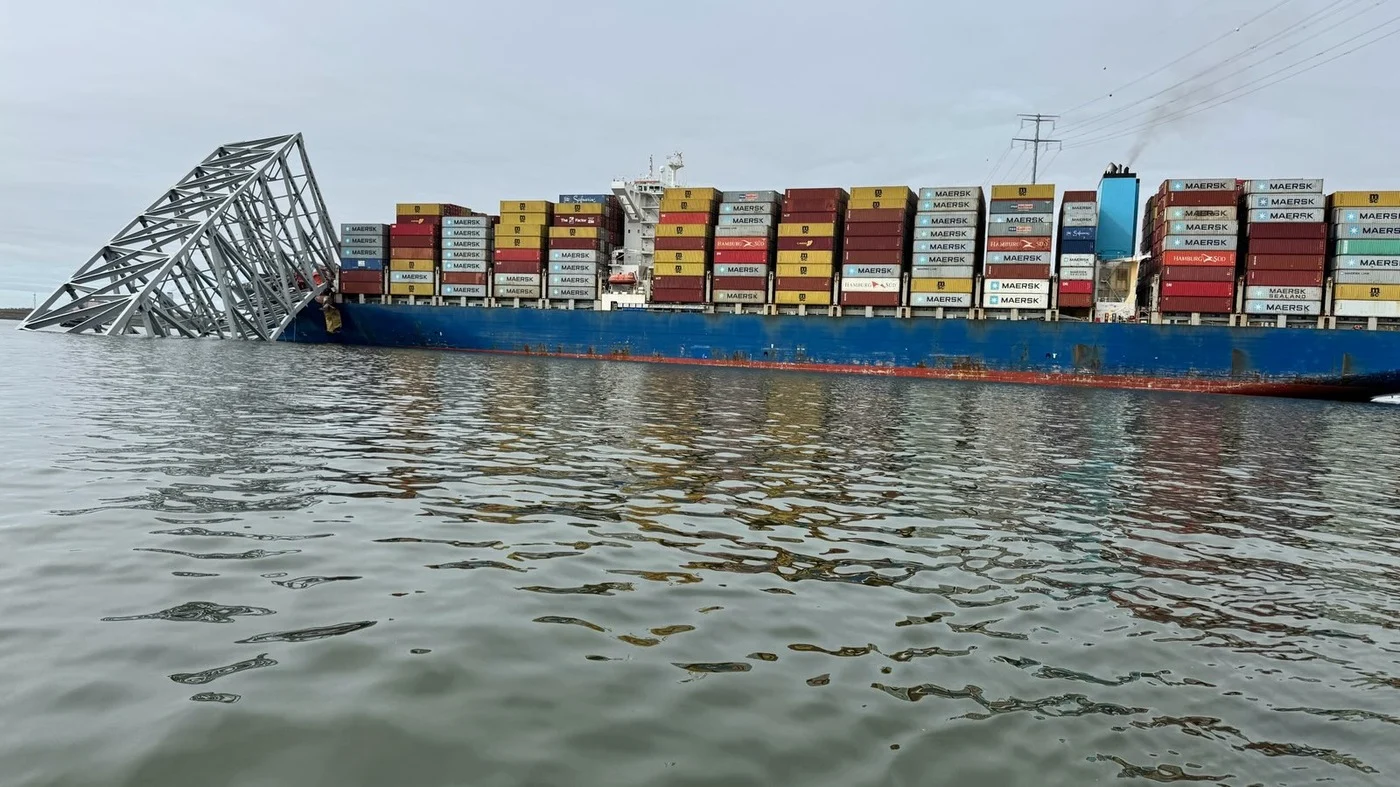
FBIが撮影した、橋に衝突したダリ。
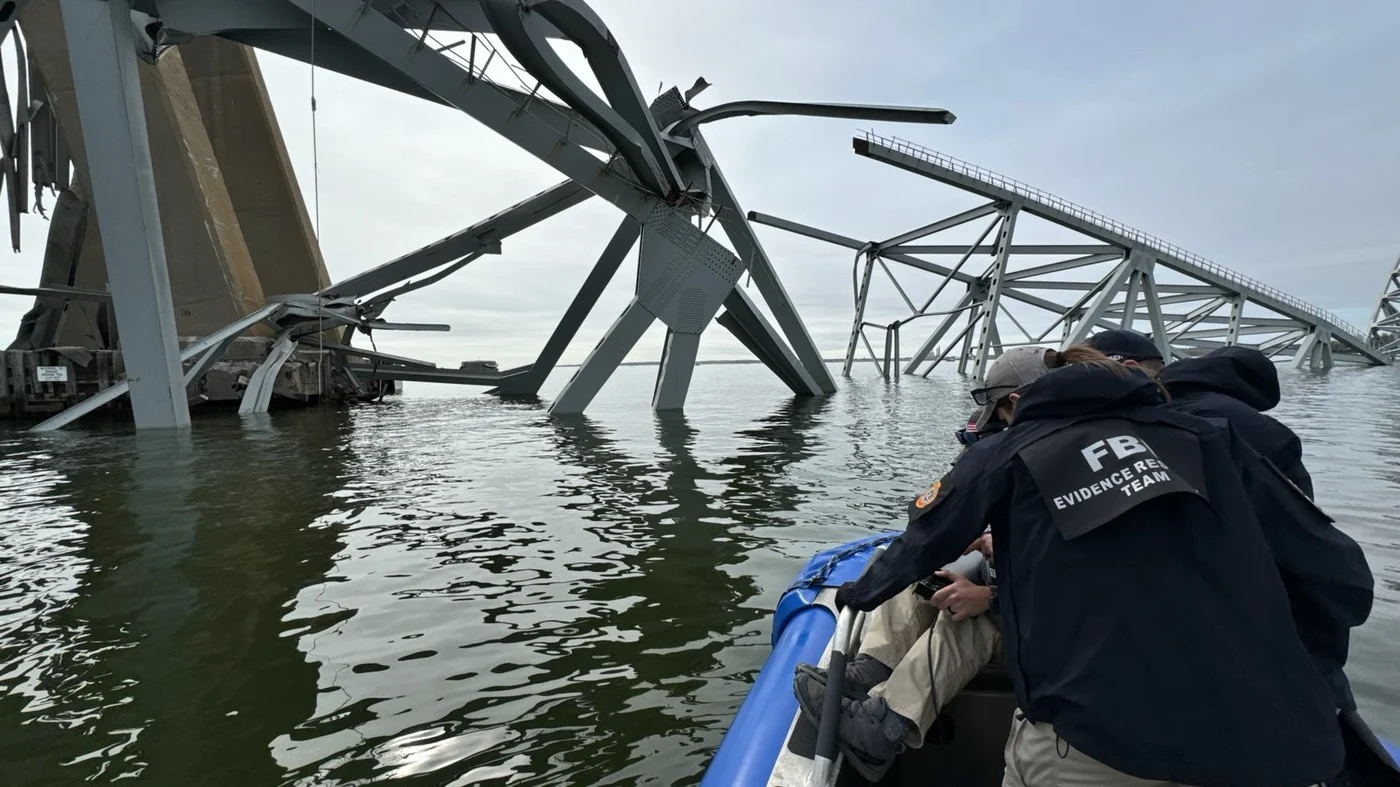
FBIの証拠収集班が出動する様子。
- NTSBのドローンが撮影した動画